# Fredrik Jönsson
Fredrik "Finken" Jönsson, född 7 oktober 1986, är en svensk frilansjournalist, bosatt i Malmö.

## Tidigt liv och karriär
Under sin gymnasietid studerade Jönsson på dåvarande Malmö vård- och hälsogymnasium, omvårdnadsprogrammet. Han har arbetat som lokalredaktör på tidningen Östra Småland, och har även skrivit artiklar som publicerats i bl.a. Arbetaren, Flamman och Fria Tidningen. Han är son till Jan Jönsson, f.d. partiledare i Sveriges Kommunistiska Parti.

## Politisk aktivitet
Jönsson har varit aktiv i Sveriges Kommunistiska Ungdomsförbund. Under högstadietiden uppmärksammades Jönsson i media för att han trakasserades av extremhögern i det bostadsområdet han bodde. Det ledde bland annat till att en 20-årig man dömdes för att ha väntat utanför Jönssons bostad när han var 14 år, och där hotat Jönsson.
Efter att Sverigedemokraternas (SD) interna utbildningsmöte i Eslöv angripits med våld av maskerade aktivister den 15 oktober 2006 (ett brott som av polisen rubricerats som brott mot medborgerlig frihet) anklagades Jönsson av Markus Wiechel för deltagande i angreppet, bland annat för att det står i en artikel i Sydsvenskan, dagen för attacken, "[...] säger Fredrik Jönsson från Sveriges kommunistiska ungdomsförbund som uppger att han fanns på plats men själv inte deltog i varken våldshandlingen eller skadegörelsen". Wiechel, sedermera sverigedemokratisk riksdagsledamot, dömdes av Göta hovrätt den 1 juni 2011, att erlägga skadestånd till Jönsson, detta efter Wiechel påstående om Jönssons deltagande i Eslövsattacken, något som hovrätten ansåg utgjorde ett förtalsbrott. Den dåvarande SD-politikern Dragan Klaric dömdes att betala skadestånd till Jönsson efter att ha godkänt kommentarer på sin blogg, som utpekade Jönsson som deltagare i attacken i Eslöv.
Carina Herrstedt och hennes sambo påstod också, redan 2007, på sin blogg att Jönsson deltagit i Eslövsattacken och krossat fönsterrutor. Jönsson stämde dem år för detta påstående. Lunds tingsrätt ålade i april 2008 paret att betala kränkningsersättning till Jönsson med anledning av förtalsbrott.
Dagen efter Eslövsincidenten debatterade Jönsson med SD:s partisekreterare Björn Söder i TV4 Öresund. I sändningen uppgav Jönsson att han inte befunnit sig i Eslöv, utan endast i Höör (där Sverigedemokraternas utbildningsmöte ursprungligen skulle ha hållits). Nationell media spred senare en redigerad version av debatten, som Jönsson menade förlöjligade honom med anledning av hans funktionsnedsättning, cerebral pares, och borde ha stoppats av TV4. Efter debatten blev Jönsson enligt egen utsago, ofredad per telefon och en sverigedemokratisk politiker åtalades för detta. Politikern blev dock inte delgiven åtalet, varför brottet preskriberades.
På paret Carina Herrstedt och hennes sambos blogg påstods det 2008 att Jönsson "utövade våld" mot Erik Almqvist i samband med en demonstration i Malmö. Detta ledde till att paret än en gång ålades betala skadestånd med anledning av förtal. Partiledaren för SD, Jimmie Åkesson, uppgav inför valet 2010 följande, till försvar för Herrstedt: "Men det är ju politiska saker som ligger bakom det och som handlar om en vänsterextremist i Malmö som anmält henne. Jag har inga problem med det som hon gjort." 
I juni 2012 dömdes även Thoralf Alfsson att betala kränkningsersättning med anledning av förtal gentemot Jönsson. Alfsson hade på sin blogg påstått att Jönsson deltagit i kravaller och blivit gripen av polis.
Även Dragan Klaric dömdes år 2010 att betala skadestånd till Jönsson med anledning av publicering av inlägget om våld mot Almqvist, och en annan Sverigedemokrat dömdes samma år att betala skadestånd till Jönsson med anledning av liknande påståenden. Domen fastställdes av hovrätten år 2014.
Aftonbladet skrev den 19 oktober 2018 att Jönsson träffat ett hemligt förlikningsavtal om 10 000 kronor i ersättning, med Sverigedemokraterna, med anledning av att Björn Söder i SD-Kuriren tillvitat Jönsson delaktighet i attacken i Eslöv. Enligt tidningen bekräftade partisekreteraren Richard Jomshof - tidigare ansvarig utgivare för SD-Kuriren - att "Det är avklarat och hanterat". 
På grund av ”hans personliga mod och agerande mot högerextremismen” fick Jönsson år 2007 ett stipendium på 50 000 kronor, av Artister mot Nazister.